# Миногина, Тамара Ивановна
Тамара Ивановна Миногина (род. 12 февраля 1959, Орск) — российская шахматистка, международный мастер (1982) среди женщин.
Чемпионка СССР среди девушек (1977). Участница 5 чемпионатов СССР (лучший результат в 1981 — 6—8-е места). Участница зональных турниров ФИДЕ 1981 и 1985 (лучший результат в 1981 — 1—4-е места) и межзонального турнира 1982 (7—8-е). Успешно сыграла в ряде других международных соревнований: Москва (1979) — 5—7-е места; Будапешт (1982) — 2-е; Галле (1984) — 2—3-е; Ташкент (1986) — 3-е места. 

## Изменения рейтинга
| Графики недоступны из-за технических проблем. См. информацию на Фабрикаторе и на mediawiki.org. |